# محاکمه جنایات جنگی
محاکمه جنایت‌های جنگی محاکمه افرادی است که متهم به نقض کیفری قوانین و آداب و رسوم جنگ و اصول مرتبط حقوق بین‌الملل درجریان جنگ هستند.

## تاریخ
محاکمه پیتر فون هاگنباخ توسط یک دادگاه موقت امپراتوری مقدس روم در سال۱۴۷۴، اولین محاکمه «بین المللی» جنایت‌های جنگی و همچنین مسئولیت فرماندهی بود. هاگنباخ به دلیل جنایت‌های ارتکابی در زمان اشغال بریساخ محاکمه شد، گناهکار شناخته شد و سر بریده شد. از آنجایی که او به دلیل جنایت محکوم شد، «او به عنوان یک شوالیه وظیفه پیشگیری دارد»، اگرچه هاگنباخ با این استدلال از خود دفاع کرد که او فقط از دستورهای دوک بورگوندی، چارلز جسور، که امپراتوری مقدس روم به او گفته‌است، انجام داده‌است.

## قرن ۱۹
در سال ۱۸۶۵،هنری ویرز، یک افسر کنفدراسیون، به دلیل شرایط بد در زندان اندرسونویل که در آن بسیاری از سربازان اتحادیه در طول جنگ داخلی آمریکا جان باختند، پاسخگو و به دار آویخته شد.
در طول جنگ دوم بوئر، ارتش بریتانیا بریکر مورانت، پیتر هندکاک، آلفرد تیلور و چندین افسر دیگر را به دلیل قتل‌های متعدد اسرا و بسیاری غیرنظامیان در ترانسوال شمالی به دادگاه نظامی محاکمه کرد (به دادگاه نظامی بریکر مورانت مراجعه کنید).

### محاکمه جنایت‌های جنگ جهانی اول
پس از جنگ جهانی اول، تعداد کمی از پرسنل آلمانی توسط یک دادگاه آلمانی در دادگاه جنایت‌های جنگی لایپزیک به دلیل جنایت‌هایی که گفته می‌شود در طول آن جنگ مرتکب شده بودند محاکمه شدند.
ماده ۲۲۷ معاهده ورسای، معاهده صلح بین آلمان و قدرت‌های متفق پس از جنگ جهانی اول، علناً ویلیام دوم هوهنزولرن، امپراتور سابق آلمان، را به دلیل بزرگ‌ترین جرم علیه اخلاق بین‌المللی و حرمت معاهدات معرفی کرد." قیصر سابق به هلند فرار کرده بود، با این حال، و علیرغم درخواست برای استرداد او، هلندی‌ها از تسلیم او خودداری، و او به دادگاه کشیده نشد؛ بنابراین، آلمان به عنوان یکی از امضاکنندگان این معاهده، در مورد آنچه ممکن است در صورت وقوع جنگ بعدی رخ دهد، مطلع شد.

### محاکمه جنایت‌های جنگ جهانی دوم

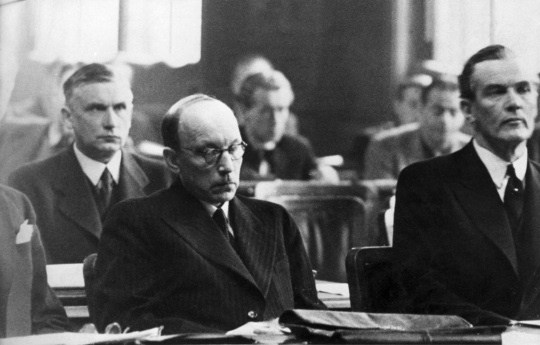
پس از ادامه جنگ در فنلاند، ریستو ریتی (در وسط)، پنجمین رئیس‌جمهور جمهوری فنلاند، متهم اصلی محاکمات مربوط به مسئولیت جنگ فنلاند بود. ریتی به ۱۰ سال زندان محکوم شد

پس از جنگ جهانی دوم، این عبارت معمولاً به محاکمه رهبران آلمانی و ژاپنی در دادگاه‌هایی که توسط کشورهای متفقین پیروز تأسیس شده بود، اشاره داشت.
محاکمه‌های قبلی در نورنبرگ، آلمان، تحت اختیارات دو سند قانونی برگزار شد. اول، منشور لندن توسط نمایندگان ایالات متحده، بریتانیا، فرانسه، و اتحاد جماهیر شوروی در لندن در ۸ اوت ۱۹۴۵ امضا شد. دیگری، قانون شماره ۱۰، توسط شورای کنترل متفقین در برلین در ۲۰ دسامبر ۱۹۴۵ ابلاغ شد.
منشور لندن برای ایجاد دادگاه نظامی بین‌المللی، متشکل از یک قاضی و یک قاضی جایگزین از هر یک از کشورهای امضا کننده، را امتحان کنید جنایتکاران جنگی. بر اساس منشور لندن جنایت‌های متهم علیه متهمان به سه دسته تقسیم شد: جنایت‌های علیه صلح (جنایت‌های مربوط به برنامه‌ریزی، شروع، وراه اندازی یک جنگ تجاوز); جنایت‌های جنگی (نقض قوانین و رسوم جنگ همان‌طور که در کنوانسیون‌های لاهه و به‌طور کلی توسط نظامی نیروهای ملل متمدن) وجنایت‌های علیه بشریت، مانند نابودی نژادی، قومی و مذهبی گروه‌ها و دیگر جنایت علیه غیرنظامیان.
در ۸ اکتبر۱۹۴۵،آنتون داستلر اولین ژنرال آلمانی بود که توسط یک دادگاه نظامی ایالات متحده در کاخ دادگستری رم به جرم جنایت‌های جنگی محاکمه شد. او متهم بود که در مارس۱۹۴۴ دستور کشتن ۱۵سرباز اسیر آمریکایی را در عملیات جینی دوم در ایتالیا صادر کرده بود. او دستور اعدام را پذیرفت، اما اظهار داشت که نمی‌توان او را مسئول دانست، زیرا فقط دستور مافوق خود را دنبال می‌کرد. اعدام ۱۵ اسیر جنگی آمریکایی در ایتالیا به دستور داستلر، اجرای فرمان کماندوی هیتلر در سال ۱۹۴۲ بود که مستلزم اعدام فوری همه کماندوهای متفقین، خواه با لباس مناسب یا بدون لباس، بدون محاکمه در صورت دستگیری توسط نیروهای آلمانی بود. دادگاه دفاع از دستورهای برتر را رد کرد و داستلر را به جنایت‌های جنگی مجرم شناخت. او در ۱ دسامبر ۱۹۴۵ به اعدام محکوم شد و توسط جوخه تیراندازی در اورسا اعدام شد.
پرونده داستلر برای محاکمه‌های نورنبرگ ژنرال‌ها، مقامات و رهبران نازی آلمان که در نوامبر۱۹۴۵ آغاز شد، سابقه داشت که استفاده از دستور مافوق به عنوان دفاع، افسران را از مسئولیت اجرای دستور غیرقانونی یا مسئولیت مجازات خلاص نمی‌کرد. در دادگاه. این اصل در اصل چهارم اصول نورنبرگ تدوین شد و اصول مشابهی در بخش‌های اعلامیه جهانی حقوق بشر یافت شد.
محاکمه جنایتکاران جنگی ژاپنی در توکیو، ژاپن، برای اجرای بیانیه قاهره، اعلامیه پوتسدام، سند تسلیم و کنفرانس مسکو تشکیل شد. اعلامیه پوتسدام (ژوئیه ۱۹۴۵) اعلام کرده بود: «عدالت سختگیرانه باید در مورد همه جنایتکاران جنگی، از جمله آنهایی که ظلم و ستم بر زندانیان ما را مورد بازدید قرار داده‌اند، اجرا شود»، اگرچه به‌طور خاص محاکمه را پیش‌بینی نکرده بود. شرایط مرجع برای دادگاه در منشور دادگاه نظامی بین‌المللی برای خاور دور، صادر شده در ۱۹ ژانویه ۱۹۴۶ تعیین شده‌است. هم در میان متفقین و هم در داخل دولت آنها، در مورد اینکه چه کسی و چگونه آنها را محاکمه کنند، اختلاف نظر عمده وجود داشت. علیرغم عدم توافق، ژنرال داگلاس مک آرتور، فرمانده عالی نیروهای متفقین، تصمیم به دستگیری گرفت. در ۱۱ سپتامبر، یک هفته پس از تسلیم، او دستور دستگیری ۳۹ مظنون را صادر کرد که بیشتر آنها اعضای کابینه جنگی نخست‌وزیر هیدکی توجو بودند. توجو سعی کرد خودکشی کند، اما با کمک پزشکان آمریکایی احیا شد. او بعداً در میان دیگران گناهکار شناخته شد و به دار آویخته شد.

#### محاکمه نورنبرگ
در ۱۸ اکتبر ۱۹۴۵،دادستان‌های اصلی کیفرخواستی را به دادگاه ارائه کردند که ۲۴ نفر را به انواع جنایت‌ها، از جمله تحریک عمدی جنگ‌های تجاوزکارانه، نابودی گروه‌های نژادی و مذهبی، قتل و بدرفتاری با اسیران جنگی، و قتل، و تبعید صدها هزار نفر از ساکنان کشورهای تحت اشغال آلمان در طول جنگ.
در میان متهمان رهبران سوسیالیست ناسیونالیست، هرمان گورینگ و رودولف هس، دیپلمات یواخیم فون ریبنتروپ، سازنده مهمات گوستاو کروپ فون بولن و هالباخ، مارشال ویلهلم کایتل، دریاسالار بزرگ اریش ریدر و ۱۸ رهبر نظامی و مقامات غیرنظامی دیگر بودند. هفت سازمان که بخشی از ساختار اساسی دولت نازی را تشکیل می‌دادند نیز به عنوان جنایتکار متهم شدند. این سازمانها شامل اس اس (سپاه دفاع)، گشتاپو (پلیس مخفی ایالت)، و SA (سربازان طوفان)، و همچنین ستاد کل و فرماندهی عالی نیروهای مسلح آلمان.
محاکمه در ۲۰ نوامبر۱۹۴۵ آغاز شد. بسیاری از مدارک ارائه شده توسط دادستان شامل اسناد نظامی، دیپلماتیک و دیگر دولتی بود که پس از فروپاشی دولت آلمان به دست نیروهای متفقین افتاد.
رای دادگاه نظامی بین‌المللی در ۳۰سپتامبر و ۱ اکتبر۱۹۴۶ صادر شد. از جمله ویژگی‌های قابل توجه این تصمیم،نتیجه‌گیری بر اساس توافق‌نامه لندن بود که برنامه‌ریزی یا تحریک یک جنگ تهاجمی طبق اصول حقوق بین‌الملل جرم است. دادگاه این ادعای دفاعی را رد کرد که چنین اعمالی قبلاً طبق قوانین بین‌المللی به عنوان جنایت‌های تعریف نشده بودند و بنابراین محکومیت متهمان نقض اصل عدالت است که مجازات‌های قبلی را ممنوع می‌کند. همانند پرونده داستلر، همچنین ادعای تعدادی از متهمان مبنی بر اینکه آنها از نظر قانونی مسئولیت اعمال خود را ندارند، زیرا آنها اعمال را تحت دستور مقام مافوق انجام داده‌اند، رد کرد و اظهار داشت که "آزمایش واقعی وجود دستور اما اینکه آیا انتخاب اخلاقی (در اجرای آن) در واقع ممکن بوده‌است یا خیر.
با توجه به جنایت‌های جنگی و جنایت‌های علیه بشریت، دادگاه شواهد قاطعانه ای از حکومت سیستماتیک خشونت، وحشیگری و تروریسم توسط دولت آلمان در سرزمین‌های اشغال شده توسط نیروهایش پیدا کرد. میلیون‌ها نفر در اردوگاه‌های کار اجباری نازی‌ها به قتل رسیدند که بسیاری از آنها مجهز به اتاق‌های گاز برای نابودی یهودیان، کولی‌ها و اعضای دیگر گروه‌های قومی یا مذهبی بودند. تحت سیاست کار برده داری دولت آلمان، حداقل ۵میلیون نفر به زور از خانه‌های خود به آلمان تبعید شده بودند. بسیاری از آنها به دلیل رفتار غیرانسانی جان باختند. دادگاه همچنین دریافت که جنایت‌های در مقیاس وسیع و به عنوان یک سیاست رسمی انجام شده‌است.
از میان هفت سازمان متهم، دادگاه، سپاه رهبری حزب اس اس و اس دی (سرویس امنیتی)، و گشتاپو را مجرم اعلام کرد."

## دادگاه‌های موقت
در ماه مه ۱۹۹۳، در خلال جنگ‌های یوگسلاوی به دنبال جنایت‌های جنگی گسترده، و اقدامات «پاکسازی قومی» در یوگسلاوی سابق توسط نیروهای صرب بوسنیایی، سازمان ملل متحد دادگاه بین‌المللی کیفری برای یوگسلاوی سابق را تأسیس کرد تا جنایتکاران جنگی را محاکمه کند. ملیت‌ها جنایت‌های متهم شامل نقض شدید کنوانسیون‌های ژنو، جنایت‌های جنگی، جنایت‌های علیه بشریت و نسل‌کشی است. این اولین دادگاهی بود که در آن تجاوز جنسی به عنوان جنایت جنگی مورد پیگرد قرار گرفت.
دادگاه بین‌المللی کیفری یوگسلاوی سابق اولین دادگاه بین‌المللی جنایت‌های جنگی پس از محاکمه نورنبرگ بود. در نهایت، نزدیک به ۱۶۱ نفر در دادگاه کیفری بین‌المللی کیفرخواست صادر شدند: ۶۸٪ از قومیت صرب. مقامات صرب‌های کرواسی، صرب‌های بوسنیایی، صرب‌ها و بوسنیایی‌تبار به جنایت علیه بشریت و رهبران صرب‌های بوسنیایی به جرم نسل‌کشی محکوم شدند.
در سال ۱۹۹۴، پس از نسل‌کشی آوریل تا ژوئن در آن کشور اتباع هوتو، سازمان ملل، دادگاه کیفری بین‌المللی را برای رواندا افتتاح کرد.
دادگاه‌ها، در حالی که در پیگرد قانونی افراد مؤثر بودند، ثابت کردند که یک سرمایه‌گذاری پرهزینه هستند و نیاز به یک دادگاه دائمی را آشکار کردند که در نهایت به عنوان دادگاه کیفری بین‌المللی شناخته شد.